# كلارا لو
كلارا لو (بالإنجليزية: Clara Law)‏ هي كاتبة سيناريو ومخرجة أسترالية، ولدت في 29 مايو 1957 في ماكاو في الصين.

## وصلات خارجية
- كلارا لو على موقع IMDb (الإنجليزية)
- كلارا لو على موقع ألو سيني (الفرنسية)
- كلارا لو على موقع أول موفي (الإنجليزية)
- كلارا لو على موقع قاعدة بيانات الأفلام السويدية (السويدية)
- كلارا لو على موقع قاعدة بيانات الفيلم (الإنجليزية)
- كلارا لو على موقع كينوبويسك (الروسية)